# Giro d'Italia de 1983
Giro d'Italia 1983 foi a sexagésima sexta edição da prova ciclística Giro d'Italia (Corsa Rosa), realizada entre os dias 12 de maio e 5 de junho de 1983.
A competição foi realizada em 22 etapas com um total de 3.916 km.
O vencedor foi o ciclista italiano Giuseppe Saronni. Largaram 162 ciclistas, e o vencedor conclui a prova com a velocidade média de 38,865 km/h.